# 케플러-11
케플러-11(Kepler - 11)은 나이가 약 80억 년으로 추정되는 항성이다. 2011년 케플러 계획을 통해 6개의 행성을 거느리는 것이 확인되었다. 행성이 6개나 되는 행성계는 여태까지 글리제 581밖에 없었다. 또한 지금까지 발견된 행성계 중에서 규모가 가장 작다.

## 행성
횡단법으로 존재가 확인된 행성은 6개이며, 지구와 유사한 것은 없다. 이 중 d, e, f는 수소로 이루어진 대기가 있고, b, c의 대기는 수소, 헬륨, 물로 이루어져 있을 가능성이 있다.

## 같이 보기
- 케플러 계획
- 외계 행성이 확인된 항성 목록